# マリア・ベルナベウ
マリア・ベルナベウ・アボモ（Maria Bernabeu Avomo1988年2月15日- ）はスペイン・サラマンカ出身の柔道選手。階級は70kg級。身長160cm。

## 人物
2006年のヨーロッパジュニア70kg級で3位になった。2010年にはU23ヨーロッパ選手権で3位になった。2013年にはヨーロッパオープン・プラハとヨーロッパオープン・マドリードで優勝すると、地中海競技大会では2位になった。2014年のヨーロッパ選手権は5位だった。2015年の世界選手権では伏兵ながら決勝まで進むが、フランスのジブリズ・エマヌに敗れたものの2位となった。2016年のリオデジャネイロオリンピックでは5位に終わった
。2017年の世界選手権では3位になった。2021年7月に日本武道館で開催された東京オリンピックでは初戦で敗れた。

## 主な戦績
- 2006年 - ヨーロッパジュニア　3位
- 2007年 - ヨーロッパジュニア　5位
- 2010年 - U23ヨーロッパ選手権　3位
- 2011年 - ワールドカップ・マイアミ　2位
- 2011年 - ワールドカップ・アルマトイ　3位
- 2011年 - ワールドカップ・ローマ　優勝
- 2012年 - ヨーロッパ選手権　7位
- 2013年 - ヨーロッパオープン・プラハ　優勝
- 2013年 - ヨーロッパオープン・マドリード　優勝
- 2013年 - ヨーロッパオープン・リスボン　3位
- 2013年 - 地中海競技大会　2位
- 2014年 - ヨーロッパ選手権　5位
- 2014年 - ヨーロッパオープン・マドリード　3位
- 2015年 - グランプリ・ブダペスト　優勝
- 2015年 - 世界選手権　2位
- 2016年 - ヨーロッパ選手権　7位
- 2016年 - グランドスラム・バクー　優勝
- 2016年 - リオデジャネイロオリンピック 5位
- 2017年 - グランプリ・カンクン　優勝
- 2017年 -　世界選手権　3位
- 2018年 - ヨーロッパ選手権　5位
- 2018年 - 地中海競技大会　優勝
- 2019年 - グランドスラム・デュッセルドルフ　3位
- 2019年 - グランドスラム・バクー　3位
- 2019年 - グランプリ・ブダペスト　2位
- 2021年 -　グランドスラム・アンタルヤ　3位
- 2022年 -　ヨーロッパオープン・マドリード　3位

(出典、JudoInside.com)